# Jar Jar Binks
Jar Jar Binks är en figur i Star Wars-filmerna. Han är en gungan från planeten Naboo.
Jar Jar blir i början av Star Wars: Episod I – Det mörka hotet bannlyst från Gungan City, sin födelsestad, för att han klumpigt nog råkat förstöra en del saker där. Bland annat har han en gång öppnat hälften av Otoh Gungas zoobubblor. Det leder till att Jediriddarna Qui-Gonn Jinn och Obi-Wan Kenobi tar med sig honom på sitt uppdrag. När de sedan återvänder till Naboo blir Jar Jar Binks general i gunganernas storarmé eftersom Boss Nass tycker att det var Jar Jar Binks som förenade nabooanerna och gunganerna. I kampen mot Handelsfederationens stridsdroider försöker Jar Jar Binks leva upp till sin generalsrang. Det lyckas inte, och han och kapten Tarpals blir tillfångatagna av stridsdroiderna. Men eftersom kontrollskeppet till droiderna sprängs, vinner gunganerna striden ändå. I Star Wars: Episod II – Klonerna anfaller stannar Jar Jar Binks på Coruscant tillsammans med Padmé Amidala och hjälper henne i hennes arbete med Republiken. När Padmé reser hem till Naboo får Jar Jar Binks bli Naboos representant. I Star Wars: Episod III – Mörkrets hämnd fortsätter Jar Jar Binks att sitta i senaten, men när Padmé Amidala dör, reser han hem till gunganerna på Naboo.

## Skådespelare
Ahmed Best utför motion capture som skapar den datoranimerade Jar Jar Binks. I vissa scener spelas Jar Jar i kostym och spelas fortfarande av Ahmed Best. Hans röst utförs även av Ahmed Best.